# Raw Vision
 (octobre 2017).
Si vous disposez d'ouvrages ou d'articles de référence ou si vous connaissez des sites web de qualité traitant du thème abordé ici, merci de compléter l'article en donnant les références utiles à sa vérifiabilité et en les liant à la section « Notes et références ».
Raw Vision est un magazine d'art en anglais, fondé en 1989 par John Maizels, et basé au Royaume-Uni. Il est consacré à l'art outsider (art brut, Folk Art, art naïf, art visionnaire, etc.). D'une publication irrégulière, puis semestrielle à ses débuts, Raw Vision est maintenant un magazine international, trimestriel, en couleurs, et richement illustré de reproductions d'œuvres.
Il a reçu en 1998 le prix Camera de l’UNESCO du meilleur magazine d’art.

## Histoire[1]
Formé à la Chelsea College of Art and Design de Londres, John Maizels est un peintre marginal converti en 1974 à l’art brut à la découverte du livre de Roger Cardinal, Outsider Art. Visitant les collections et environnements d’art brut, il décide alors de se lancer dans une « croisade » pour la défense de ce type d’art. Après un fanzine en écriture imaginaire, Zombic News, il crée Raw Vision au printemps 1989, soutenu par Roger Cardinal, Michel Thévoz, John McGregor et des collectionneurs américains.
Tout d’abord de parution irrégulière puis semestrielle, la revue est bilingue français-anglais jusqu’en 1997, supervisée dans son édition française à Paris par Laurent Danchin. Si cette dernière doit être stoppée par manque de soutien de galeries ou d’institutions françaises, le marché de l’art outsider outre-Manche se porte bien, particulièrement aux États-Unis à travers un réseau de galeries, de collectionneurs et même la création d’une foire internationale, l’Outsider Art Fair de New York ; cela a permis au magazine de garder son dynamisme et sa qualité jusqu’à aujourd’hui. Le magazine est d'ailleurs un facteur important de la constitution de ce réseau, de sa diffusion et de sa médiatisation.
Raw Vision défend tout particulièrement les environnements visionnaires, prenant comme emblème celui de Nek Chand en Inde. Il relaie également toute la mouvance du Folk Art américain, aux artistes principalement issus de la communauté afro-américaine (Jimmy Lee Sudduth, Sister Gertrude Morgan, Minnie Evans, etc.).
En 2013 à la Halle Saint Pierre à Paris, John Maizels est le commissaire d'une exposition portant le nom du magazine, et présentant une rétrospective des artistes défendus par la revue.